# Moreno Longo
Moreno Longo (Grugliasco, Piamonte, Italia; 14 de febrero de 1976) es un exfutbolista y entrenador italiano. Actualmente está sin club.

## Trayectoria

### Como jugador
Moreno comenzó su carrera en las inferiores del Lascaris antes de fichar por Torino en 1987, donde debutó por la Serie A con el equipo de Turín en la temporada 1994-95 en la derrota 5-1 ante A.C. Milan.
En agosto de 1997 se unió al Lucchese de la Serie B, inicialmente a préstamo, donde jugó por dos temporadas. En septiembre de 1999 fichó en el Chievo, donde en 2001 fue parte del ascenso del club a la Serie A por primera vez.
Se fue a préstamo al Cagliari en 2003, y en su regreso a Chievo fue transferido al Teramo de la Serie C1. Jugó 5 encuentros para el Abruzzi, sin embargo, en agosto de 2004 fue atacado por barras bravas del club y dejó el equipo.
Continuó su carrera en la Serie C2 en el Pro Vercelli y el Alessandria. Se retiró como futbolista a los 30 años.

#### Selección nacional
Fue llamado por primera vez a la selección de Italia sub-21 en septiembre de 1996, donde jugó dos encuentros. 

### Carrera como entrenador

#### Inicios
Comenzó entrenando en las categorías menores del Filadelfia Paradiso en 2007 y en 2009 llegó a dirigir a las inferiores del Torino, donde ganó el Torneo Primavera de 2014–15 y la Supercoppa Primavera en 2015. 

#### Pro Vercelli
El 8 de junio de 2016, firmó como nuevo entrenador del Pro Vercelli de la Serie B por dos años. En su primera temporada salvó al equipo del descenso en la penúltima fecha. El 14 de junio de 2017 dejó el Pro Vercelli por mutuo acuerdo. 

#### Frosinone
El 14 de junio de 2017, se convirtió en el nuevo entrenador del Frosinone, donde consiguió el ascenso a la Serie A en la temporada 2017-18 en los play-offs, derrotando al Palermo en la final. El Frosinone volvió a la Serie A luego de dos años. El 19 de diciembre de 2018 fue destituido de su cargo como entrenador.

#### Torino
El 4 de febrero de 2020, sustituyó a Walter Mazzarri en el banquillo del Torino. Obtuvo la permanencia en la élite para el equipo piamontés, pero no continuó en el cargo, siendo reemplazado por Marco Giampaolo.

#### Alessandria
El 22 de enero de 2021, Longo aceptó el puesto de entrenador en el Alessandria de la Serie C, otro ex equipo suyo como jugador, firmando un contrato de dos años y medio.Durante su mandato, guio al club al segundo lugar en el grupo del Grupo A, luego ganó la fase de playoffs nacional después de derrotar al Calcio Padova en los penaltis en una final a dos partidos y aseguró a los Grigi un lugar en la Serie B por primera vez en 45 años.
Sin embargo, el equipo descendió a la Serie C al final de la temporada 2021-22. El 29 de julio de 2022, Longo rescindió mutuamente su contrato con el club.

#### Como
El 20 de septiembre de 2022, Longo firmó un contrato de dos años con el Como de la Serie B.Terminó el campeonato en el 13° lugar con 47 puntos, a 2 puntos de los play-offs, habiendo acumulado 44 puntos en 32 partidos. El 13 de noviembre de 2023, con el equipo en sexta posición y un partido por recuperar, fue relevado inesperadamente de sus funciones como entrenador y sustituido de forma interina por Cesc Fàbregas, entrenador del equipo Primavera.

#### Bari
El 19 de junio de 2024, fue oficializado como entrenador del Bari y firmó un contrato por dos temporadas. En un año marcado por resultados fluctuantes, el equipo terminó noveno en el campeonato, sin posibilidad de clasificar a los play-offs. A la luz de los resultados obtenidos, el 16 de junio de 2025, el club anunció la decisión de rescindir su contrato.

## Estadísticas

### Como jugador[22]
| Club         | País   | Año       | Part. | Goles |
| ------------ | ------ | --------- | ----- | ----- |
| Torino       | Italia | 1994-1997 | 31    | 0     |
| Lucchese     | Italia | 1997-1999 | 68    | 1     |
| Chievo       | Italia | 1999-2003 | 29    | 0     |
| Cagliari     | Italia | 2003      | 2     | 0     |
| Teramo       | Italia | 2003-2004 | 5     | 0     |
| Pro Vercelli | Italia | 2004-2005 | 23    | 1     |
| Alessandria  | Italia | 2005-2006 | 17    | 0     |

### Como entrenador
| Club         | País   | Año       | PD  | PG | PE | PP | Efectividad |
| ------------ | ------ | --------- | --- | -- | -- | -- | ----------- |
| Pro Vercelli | Italia | 2016-2017 | 44  | 11 | 19 | 14 | 39.39%      |
| Frosinone    | Italia | 2017-2018 | 65  | 22 | 22 | 21 | 45.13%      |
| Torino       | Italia | 2020      | 16  | 3  | 4  | 9  | 27.08%      |
| Alessandria  | Italia | 2021-2022 | 64  | 22 | 17 | 25 | 43.23%      |
| Como         | Italia | 2022-2023 | 45  | 16 | 17 | 12 | 48.15%      |
| Bari         | Italia | 2024-2025 | 39  | 10 | 18 | 11 | 41.03%      |
| Total        | Total  | Total     | 273 | 84 | 97 | 92 | 42.61%      |

## Palmarés

### Como jugador

#### Títulos nacionales
| Título              | Club   | País   | Año  |
| ------------------- | ------ | ------ | ---- |
| Torneo di Viareggio | Torino | Italia | 1995 |

### Como entrenador

#### Títulos nacionales
| Título               | Club   | País   | Año     |
| -------------------- | ------ | ------ | ------- |
| Campionato Primavera | Torino | Italia | 2014-15 |
| Supercoppa Primavera | Torino | Italia | 2015    |